# 莫莱 (维埃纳省)
莫莱（法語：Maulay，法語發音：[molɛ]）是法国维埃纳省的一个市镇，属于沙泰勒罗区。

## 地理
莫莱（46°58'42"N, 0°13'0"E）面积23.01 平方千米，位于法国新阿基坦大区维埃纳省，该省份为法国中西部省份，北起曼恩-卢瓦尔省和安德尔-卢瓦尔省，西接德塞夫勒省，南至夏朗德省，东南接上维埃纳省，东临安德尔省。
与莫莱接壤的市镇（或旧市镇、城区）包括：卢丹地区科、拉罗什里戈、代尔塞、尼埃伊苏费、普昂。

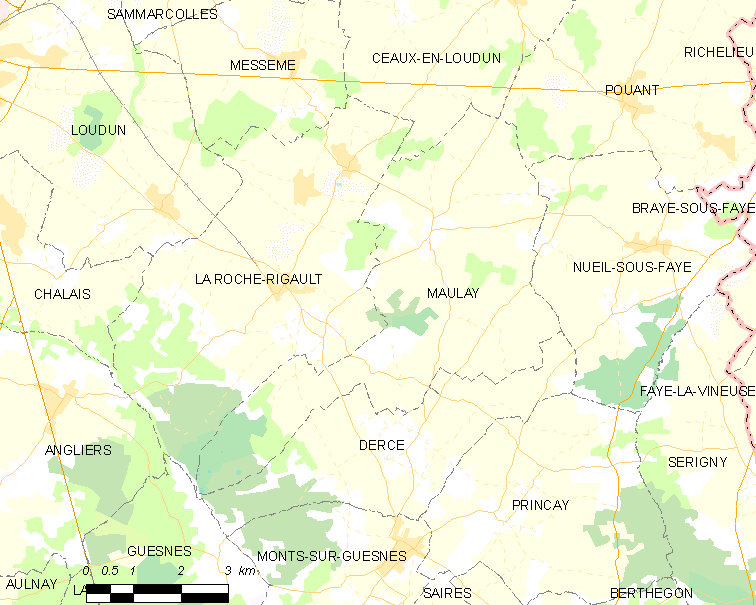
的OSM定位图

莫莱的时区为UTC+01:00、UTC+02:00（夏令时）。

## 行政
莫莱的邮政编码为86200，INSEE市镇编码为86151。

## 政治
莫莱所属的省级选区为卢丹县。

## 人口

1962-2008年间人口变化图示

莫莱于2022年1月1日时的人口数量为187人。